# (3487) Edgeworth
(3487) Edgeworth est un astéroïde de la ceinture principale.
Il a été ainsi baptisé en hommage à Kenneth Edgeworth (1880 - 1972), astronome irlandais ayant prédit la découverte de la ceinture de Kuiper.